# 若さでドン
「若さでドン/青春ジャンスカ」は、1963年2月に発売された日本コロムビア所属歌手複数名による歌唱楽曲を収録したシングル。

## 解説
ステレオ録音・モノラルレコード発売となっている。規格品番はSA-1081。

## 収録曲
- 両楽曲共に、作詞：関沢新一、作曲：浜口庫之助、編曲：小杉仁三
演奏：ザ・エコーズ、プリム・ローズ、浜水俊朗とゲイ・スターズ

1. 若さでドン（2分58秒）
歌唱：北原謙二、飯田久彦、高木たかし
2. 青春ジャンスカ（2分7秒）
歌唱：鈴木やすし、森サカエ、藤てるみ